# Viczay Pál
Viczay Pál (Pozsony, 1930. április 23. – Pozsony, 1989. október 24.) énekes, zenei szakelőadó, állami tisztviselő. 
A szlovákiai magyar énekkari mozgalom egyik irányítója volt. Módszertani segédanyagok (1958), kórusművek szerzője volt.

## Életpályája
1941-ben szülővárosában elvégezte a magyar tannyelvű (Csáky) iskolát. 1944-ben magyar tannyelvű gimnáziumot végzett. 1945–1948 között zenét tanult a szaleziánusoknál.
1951–1953 között a pozsonyi Katonai Művészegyüttes énekese volt. 1953–1955 között a Népes énekese volt. 1955-ben államvizsgázott a Pozsonyi Konzervatórium ének szakán. 1956–1961 között az Ifjú Szivek hangképzője, 1962–1970 között igazgatója volt. 1956–1962 között a Népművelődési Intézet szakelőadójaként dolgozott. 1957-ben elindította a hazai magyar zeneszerzők műveinek kiadását.
1961-től a Csemadok Zselízi Országos Népművészeti Fesztiváljainak szervezője volt. 1967–1968 között a Trieri Városi Színházban operaénekes volt.
1970–1981 között, valamint 1988–1989 között a Csemadok KB zenei szakelőadójaként tevékenykedett. 1971–1979 között a Csehszlovákiai Magyar Tanítók Központi Énekkarának szervező titkáraként dolgozott.
1981–1988 között a Pforzheimi Városi Színház operaénekese volt.
Rétén temették el.

## Művei
- Módszertani segédanyag (1958)
- Művészeti és műsortanácsadó (1958)
- Forradalmi és tömegdalok (összeállította, 1960)
- Énekelj, boldog ifjúság (1964)
- Dalolj velünk (összeállította, 1967)
- Dalolva szép az élet (összeállította, 1967)
- A karének jelentősége I.-II. (1969)
- Vegyeskarok (összeállította, 1970)
- Hangképzés és egészségtan (1971)
- Adalékok a csehszlovákiai magyar énekkarok történetéhez (1973)
- Zenei nevelés és az óvodai zenei nevelés módszertana az óvónőképző ped. isk. 1–2. évf. számára (Csízyné Brauner Saroltával és Mózsi Ferenccel; 1973, 1980)
- A Csehszlovákiai Magyar Tanítók Központi Énekkara 1964−1974 (Pálinkás Zsuzsával és Teleky Miklóssal, 1975)
- Népek barátsága I.-II. (összeállította Janda Ivánnal, 1975–1976)
- Az énekkarok évkönyve (szerkesztette, 1976–1978)
- Énekkari gyűjtemény. Kórusművek vegyeskarra (összeállította, 1981)